# Hội Nghiên cứu UFO Trung Quốc
Hội Nghiên cứu UFO Trung Quốc (tiếng Trung: 中國UFO研究會, viết tắt CURO) là một tổ chức nghiên cứu UFO của Trung Quốc, tiền thân là "Văn phòng Liên lạc Người Đam mê UFO Trung Quốc" được thành lập tại Đại học Vũ Hán, đến năm 1980 được đổi tên thành "Hiệp hội Nghiên cứu UFO Trung Quốc" và giải tán vào tháng 9 năm 1997. Đây là tổ chức UFO tư nhân đầu tiên ở Trung Quốc đại lục.

## Lịch sử
Ngày 30 tháng 11 năm 1978, Nhân Dân nhật báo đã cho đăng bài viết "UFO – Bí ẩn của thế giới chưa được giải đáp", gây ra cơn sốt UFO ở Trung Quốc. Theo sáng kiến của Tiến sĩ Tra Nhạc Bình từ Đại học Vũ Hán tỉnh Hồ Bắc, Văn phòng Liên lạc Người Đam mê UFO Trung Quốc được thành lập tại Đại học Vũ Hán vào ngày 20 tháng 9 năm 1979. Tháng 5 năm 1980, được sự chấp thuận của Hiệp hội Khoa học và Công nghệ Vũ Hán, tổ chức này bèn đổi tên thành Hiệp hội Nghiên cứu UFO Trung Quốc.:212-213 Lúc đó có tới hơn 300 thành viên.
Tháng 3 năm 1981, Đại hội Đại biểu Toàn quốc lần thứ nhất được tổ chức tại Đại học Vũ Hán để thành lập hội đồng đầu tiên và Tra Nhạc Bình được toàn thể đại biểu nhất trí bầu làm chủ tịch đầu tiên. Lúc đó hội có khoảng 500 thành viên. Kể từ đó, các tổ chức nghiên cứu UFO trên khắp Trung Quốc lần lượt được hình thành.
Năm 1983, Đại hội Đại biểu Toàn quốc lần thứ hai của Hiệp hội Nghiên cứu UFO Trung Quốc được tổ chức tại Thính phòng của Hiệp hội Khoa học và Công nghệ Thượng Hải, tại cuộc họp này đã bầu chọn Lương Vinh Lân, giáo sư khoa vật lý Đại học Kỵ Nam, lên làm chủ tịch và Hiệp hội được đổi tên thành Hội Nghiên cứu UFO Trung Quốc và trụ sở dời đến Quảng Châu. Năm 1986, Đại hội Đại biểu Toàn quốc lần thứ ba được tổ chức tại Trường Xuân và Tôn Thức Lập được bầu làm chủ tịch; để duy trì mối quan hệ với Hiệp hội Khoa học và Công nghệ Trung Quốc, trụ sở của tổ chức này lại được dời sang Bắc Kinh. Năm 1992, Đại hội Đại biểu Toàn quốc lần thứ tư được tổ chức tại Bắc Kinh.:213-215
Sau sự kiện UFO ngày 24 tháng 7 năm 1981, Hội Nghiên cứu UFO Trung Quốc đã ngay lập tức tổ chức nhiều phân hội khác nhau nhằm thực hiện các hoạt động nghiên cứu quy mô lớn và đăng tải các bài báo về vụ việc trên phương tiện truyền thông địa phương. Sau sự kiện UFO Phượng Hoàng Sơn năm 1994, Hội Nghiên cứu UFO Trung Quốc cũng tham gia cùng một số tổ chức trong đó có Hội Nghiên cứu UFO Bắc Kinh để tiến hành điều tra thực địa.
Sau cùng, Hội Nghiên cứu UFO Trung Quốc bị giải thể vào tháng 9 năm 1997.

## Hội trưởng
- Tra Nhạc Bình (查樂平, nhiệm kỳ: 1980 – 1983)
- Lương Vinh Lân (梁榮麟, nhiệm kỳ: 1983 – 1986)
- Tôn Thức Lập (孫式立, nhiệm kỳ: 1986 – 1997)